# Leonhard Stommel
Leonhard Stommel (geboren am 1. April 1817 in Düsseldorf; gestorben am 23. Juni 1868) war ein preußischer Verwaltungsjurist und auftragsweise Landrat des Kreises Kleve und des Kreises Neuß.

## Leben
Der Protestant Leonhard Stommel trat nach seinem Studium der Rechtswissenschaften zur Fortsetzung seiner juristischen Ausbildung im Jahr 1840 als Auskultator in den preußischen Justizdienst ein. 1842 zum Gerichtsreferendar ernannt, trat er 1843 als Regierungsreferendar bei der Königlich Preußischen Regierung in Düsseldorf in den Verwaltungsdienst über. Während seiner dortigen Dienstzeit versah Stommel vom 16. Februar bis zum 1. Mai 1846 auftragsweise die Verwaltung des Kreises Kleve und vom 13. Januar bis zum 18. März 1850 des Kreises Neuß. 1859 zum Regierungsrat ernannt, starb Stommel mit 51 Jahren 1868.